# Nacaduba deliana
Nacaduba deliana är en fjärilsart som beskrevs av Pieter Cornelius Tobias Snellen 1892. Nacaduba deliana ingår i släktet Nacaduba och familjen juvelvingar. Inga underarter finns listade i Catalogue of Life.